# 簡·海寧
簡·海寧（1897年6月6日—1944年7月17日）是蘇格蘭教會派驻匈牙利布達佩斯的傳教士，納粹大屠殺期間，爲了幫助猶太人而遭到蓋世太保的逮捕，并於1944年5月被送到奧斯維辛集中營，兩個月後，因營養不良死於集中營。1997年，被以色列追授為“國際義人”。

## 早年生活
簡·海寧出生在蘇格蘭頓弗里斯郡的敦斯格爾的一個農夫家庭。她的母親名叫：簡·瑪吉森（Jane Mathison），父親名叫：托馬斯·約翰·海寧（Thomas John Haining）。簡·海寧是他們的第五個孩子，1902年她的母親生下第六個孩子之後去世，當時簡·海寧大約五歲。她的父親於1922年1月再婚，並於同年6月去世。而簡·海寧的繼母羅伯蒂娜·麥克斯韋爾（Robertina Maxwell）在同年年底，生下了女兒阿格尼絲（Agnes）。
海寧是在敦斯格爾的福音派的克雷教會（Craig）（蘇格蘭聯合自由教會的一部分）中培養長大，并在敦斯格爾的鄉村學校接受教育，1909年，她獲得了頓弗里斯學院的獎學金，學習期間，她以寄宿生的身份住在女子學生宿舍。在這之前，她的兩個姐姐艾莉森（Alison）、瑪格麗特（Margaret）也獲得了同樣的獎學金。簡·海寧畢業時，作爲最優異的學生，獲得了學校的41個獎項，並取得了英語、法語、德語、拉丁語和數學的高級文憑。

## 成年之後的人生

### 早期工作
簡·海寧中學畢業之後，先是在格拉斯哥的蘇格蘭皇家音樂學院接受音樂培訓。1917年至1927年的十年間，她在佩斯利的高士公司工作，先是作爲一個文職人員，之後成爲了私人秘書。這段期間，她住在格拉斯哥的波洛克希爾德，并在蘇格蘭聯合自由教會（West United Free Church）的主日學授課。據上過她課的學生所說，海寧經常會花兩便士給孩子們買奶油麵包。大概就是在這個時候，她對成為傳教士產生了興趣。1927年，她參加了猶太傳教委員會在格拉斯哥舉行的會議，聆聽了委員會主席喬治·麥肯齊（George Mackenzie）牧師介紹他的傳教工作。在這之後，她告訴一個朋友說：「我找到了我的終身事業！」
之後，她在格拉斯哥家政學院 (Glasgow College of Domestic Science) 修讀了一年課程，取得了家政和家務管理的資格。她先在格拉斯哥找到一份臨時工作，然後到曼徹斯特擔任了護士長。1932年左右，她看到了蘇格蘭教會雜誌《生活與工作》雜志上刊登的一則招聘廣告，其内容是為布達佩斯的猶太人傳教學校招募負責管理、教導學生的傳教人。於是，她應聘了這份工作。

### 前往布達佩斯
在前往布達佩斯之前，猶太傳教委員會先派遣海寧到愛丁堡的“聖科姆女子傳教學院”（St Colm's Women's Missionary College）進修。1932年6月19日，她在愛丁堡的聖司提反教堂舉行了“獻身儀式”（Dedication Service），“獻身儀式”由猶太傳教委員會主席斯圖爾特·辛普森（Stewart Thompson）博士主持。第二天，她動身前往布達佩斯。
蘇格蘭傳教會地點位於布達佩斯的“Vörösmarty大街51號”的傳教會大樓內，1864年，蘇格蘭教會在這裏成立傳道會，又稱為“聖哥倫巴教堂”（St Columba's Church），從那時起，作爲教會學校向包括猶太人在内的匈牙利女孩子們講授福音。傳教會的三樓設有兩間女孩宿舍，每個宿舍約有16名女孩。女孩中間除了猶太人之外，還有一定比例的基督徒女孩。海寧在信中寫道，學校有400名學生，年齡從6歲到16歲不等，其中30-40名是寄宿生。海寧負責照顧這些女孩。雖然匈牙利法律不允許猶太學生在18歲之前皈依基督教，但學校的目標是讓猶太學生為皈依基督教做好準備。所有學生每天的聖經課都包括研讀《新約聖經》。海寧努力將部分校舍改建為俱樂部的房間，以便繼續為離開學校的女生傳福音，大多數女生都是在14或15歲時畢業離校。

### 二戰期間
1939年9月1日，二戰爆發，當時海寧與傳道會學校的匈牙利籍校長瑪吉特·普雷姆（Margit Prém）正在康沃爾度假。聞訊之後，她們中斷休假急忙趕回布達佩斯。海寧在寫給朋友的信中說：“回程是一場噩夢，中途轉車五次、沒有行李員、沒有熱食、擁擠的火車就像銀行假日，到處是行李，沒有任何衛生設施可供使用，兩晚都在月台的行李上度過的。”
1940年，愛丁堡的蘇格蘭教會宣教委員會曾數次建議她返回蘇格蘭，但根據 McDougall 的說法，海寧一方面無法與這些孩子們分離，當時也覺得在匈牙利安全，因此決定留下：“海寧小姐是女童院的院長，在其他人離開之後，她仍舊留下來，我們時不常會聽到她的消息”。戰爭爆發後不久，海寧寫信給某人：“然而，我很高興地說，我們正在逐漸恢復秩序，儘管在我回來之後的一個月裡，我才有一個完整的下午可以休息......。孩子們漸漸適應下來進入了狀態，我也有了時間企盼那些沒有收到的信件。關於戰爭，最好還是不要說，事實上在信中也沒有什麼好說的。匈牙利保持中立，並渴望希望繼續維持中立，所以對於我們這些能夠享受這份和平待遇的人來説，也最好避免談論政治。”. 
戰爭爆發之後，特別是1941年，猶太難民紛紛開始從納粹占領的國家逃亡到匈牙利以逃避大屠殺。根據McDougall的回憶，大概是在1938年海寧給朋友的信中就寫到：“當你知道沒人需要你，你的鄰居連你日常的麵包都捨不得給你時，那種感覺真是太可怕了。”據一位同事說，每逢集市開張的日子，她一大早5點起床，為學校采購食物，並親自將沉甸甸的袋子背回去。據說她曾把自己的皮箱割破來修補女孩們的鞋子。該學校的一名學生在數十年後告訴一位電影製作人：“我們甚至在三年級時就明白，因爲從海寧老師的行爲中看出，我們在這裡一視同仁地受到保護，而不會受到傷害。”
1944年，傳道會的督導喬治·奈特（George Knight）牧師在海寧去世後寫道：“在那段可怕歲月中，當難民從德國湧入相對安全的匈牙利時，傳道會的工作人員忙得不可開交，幫助這些移民繼續逃往英國和西半球。我們為未來的家庭傭工建立了一所訓練學校，海寧小姐......為猶太難民講授英國的情況”。愛丁堡的蘇格蘭教會猶太人傳道會委員會在納粹德國入侵匈牙利前後寫信給英國外交部，信中寫道：“非常感激海寧小姐......，由於她個人的影響力和誠信，使布達佩斯猶太人傳教會能得以一如既往地維持了先前的高標準。。”

#### 德國入侵匈牙利
二戰初期，匈牙利是中立國，隨著德軍在戰場上的擴展，1940年11月匈牙利加入到軸心國陣營，但匈牙利政府並沒有因此對在其境内擁有匈牙利國籍的猶太人進行迫害。然而到了1944年，情況發生了變化。因爲戰局已經開始朝著不利於德國的方向轉變，匈牙利的霍爾蒂·米克洛什政府打算與盟國秘密協商媾和並退出軸心國，匈牙利與德國關係爲此惡化，3月19日德軍入侵匈牙利，進駐布達佩斯（霍爾蒂·米克洛什政府在10月被廢黜）。4月5日，一系列針對猶太人的限制措施開始實施：猶太人被禁止擁有汽車、收音機和照相機，被禁止使用電話或使用公共浴池、游泳池、公共餐廳、咖啡館、酒吧等公共場所。除了少量家庭用品外，他們必須申報一切財產。猶太律師、公務員和新聞記者被解雇，非猶太人不得在猶太人家庭工作，猶太人的書籍不得出版，已出版的書籍也不得從圖書館借閱。六歲以上的猶太人必須在外衣左胸前佩戴“黃色猶太星”徽章。根據這些措施，猶太人會因為一些小問題就會被捕，例如：“黃色猶太星”徽章尺寸不符合規定等。1944年4月中旬，“艾希曼別動隊”開始將猶太人趕往隔離區（貧民窟和磚瓦厰），在那裏被隔離數周無法得到充足的食物。迫害也隨之降臨在蘇格蘭傳道會的猶太女學生們身上，據説，海寧為女孩子們縫製“黃色猶太星”徽章時，不禁失聲痛哭，她對猶太人的同情為她惹來了危險。

#### 被捕入獄
1944年4月25日，兩名蓋世太保官員搜查了她的辦公室和臥室，給了她十五分鐘收拾行李，之後將她帶走。她遭到逮捕是因爲學校厨師的兒子偷吃了給學生們的食物，受到了海寧的訓斥。厨師爲此懷恨在心，於是向蓋世太保告發了海寧，說她為猶太人藏匿收音機。爲此海寧以間諜罪被逮捕。她起初被關在布達山的一間蓋世太保用過的房子裡，後來被轉到市中心監獄。她的朋友每周去探監，爲她帶去食物和換洗衣服。經過兩次審判，海寧被定以下罪名：
- 曾在猶太人中工作；
- 不願意為猶太女孩縫帶“黃色猶太星”；
- 解雇了她的雅利安人女管家；
- 收聽BBC廣播；
- 接待很多英國訪客；
- 熱衷於政治活動；
- 探訪被關押的英軍戰俘並給他們寄送包裹[12]。

對上述指控，海寧除了否認參與政治活動和指出探訪英軍戰俘並寄送包裹給戰俘得到了匈牙利政府的允許之外，對其他的指控海寧沒有否認。
海寧被捕之後，匈牙利拉斯洛·拉瓦茲主教（LASZLO RAVASZ）曾試圖通過匈牙利攝政王霍爾蒂·米克洛什以及政府總理斯托堯伊·德邁干預此事，以使她能得以釋放，但最終毫無結果。

#### 被轉送奧斯維辛
1944年4月，納粹德國開始將大批猶太人平均以12000人/天的數量，用封閉的悶罐車不斷地送往奧斯維辛集中營。根據戰後接受審判的埃德蒙德·費森邁爾供詞，匈牙利境内的猶太人中有437,402名匈牙利猶太人被遞解出境，幾乎構成匈牙利鄉村的全部猶太人口。根據波蘭歷史學家達努塔·捷克的說法，海寧於1944年5月15日被送到奧斯維辛的第二集中營。她和90多名囚犯從小陶爾喬轉送到這裏，另外，許多蘇格蘭傳道會的猶太女孩也被送入這裏，她們當中除了少數倖存下來之外，大多人死於集中營。海寧被送進集中營之後，作爲服刑被派去做工而沒有被送進毒氣室，她的手臂紋身編號是“79467”。
在奧斯維辛集中營期間，海寧曾經將一張用德文書寫的明信片寄給了學校校長瑪吉特·普雷姆（Margit Prém）（這張明信片於1956年8月1日轉交蘇格蘭教會世界宣教部）。明信片的落款日期是1944年7月15日，她在明信片上寫道：

親愛的瑪吉特： 我的第一封信還沒有回音，但我知道你也無能為力。我簡單地再說一遍，以防萬一你還沒收到。您可以每個月給我寫兩封信，我也可以每個月給您寫一封信，但只能寫給您。包裹不受號碼或姓名的限制。我請您幫我在紅十字會登記，希望您能寄蘋果或其他新鮮水果、餅乾、餡餅和其他種類的麵包給我，因為紅十字會當然不會寄這些東西。... 愛你的簡

#### 在奧斯維辛集中營離世
1944年8月17日愛丁堡收到了海寧於7月17日的死亡證明，也就是在海寧寫給瑪吉特·普雷姆（Margit Prém）明信片兩天之後。死亡證明書由德國駐布达佩斯公使館和瑞士政府提供，上面寫著“海寧小姐因犯有反德國的間諜罪而依法被捕，7月17日死於醫院（集中營内），死因是惡病體質引起的卡他性炎症”。

## 對簡·海寧的緬懷
1946年6月19日，蘇格蘭教會雜誌《生活與工作》轉載了一封來自蘇格蘭布達佩斯傳道會收到的“匈牙利改革宗教會”拉斯洛·拉瓦茲主教（LASZLO RAVASZ）的來信，信中介紹了海寧被捕前後的經歷，拉瓦茲主教主教在信中寫道：“作爲“匈牙利改革宗教會”，我們對這位雖然身體孱弱卻堅强勇敢的女士表達深深的敬意，儘管蘇格蘭方面再三要求她返回英國，但都被她回絕。對她的遇難，我們的悲痛是雙重的，作爲淪爲囚徒的人，我們無法救助她；作爲被踐踏的人，我們更無力爲她挺身而出。”
海寧用過的《聖經》在戰後於傳道會家中被發現，並陳列於傳道會大樓中。她的一些遺物於2016年在愛丁堡喬治街蘇格蘭教會總部的閣樓空間被發現，其中包括她於1942年7月親筆書寫的遺囑，以及超過70張傳道學校女孩們的照片。這些物品現在被存放在蘇格蘭國家圖書館内。
2014年11月，英國BBC广播公司製作了一部題爲《簡·海寧：一個死於奧斯維辛的蘇格蘭人》（Jane Haining: The Scot who died in Auschwitz）的記錄報道片。作爲大屠殺的幸存者，當年曾經接受過她的教育的學生們在接受采訪中，回憶了海寧對她們無微不至的關懷。

### 地標紀念物

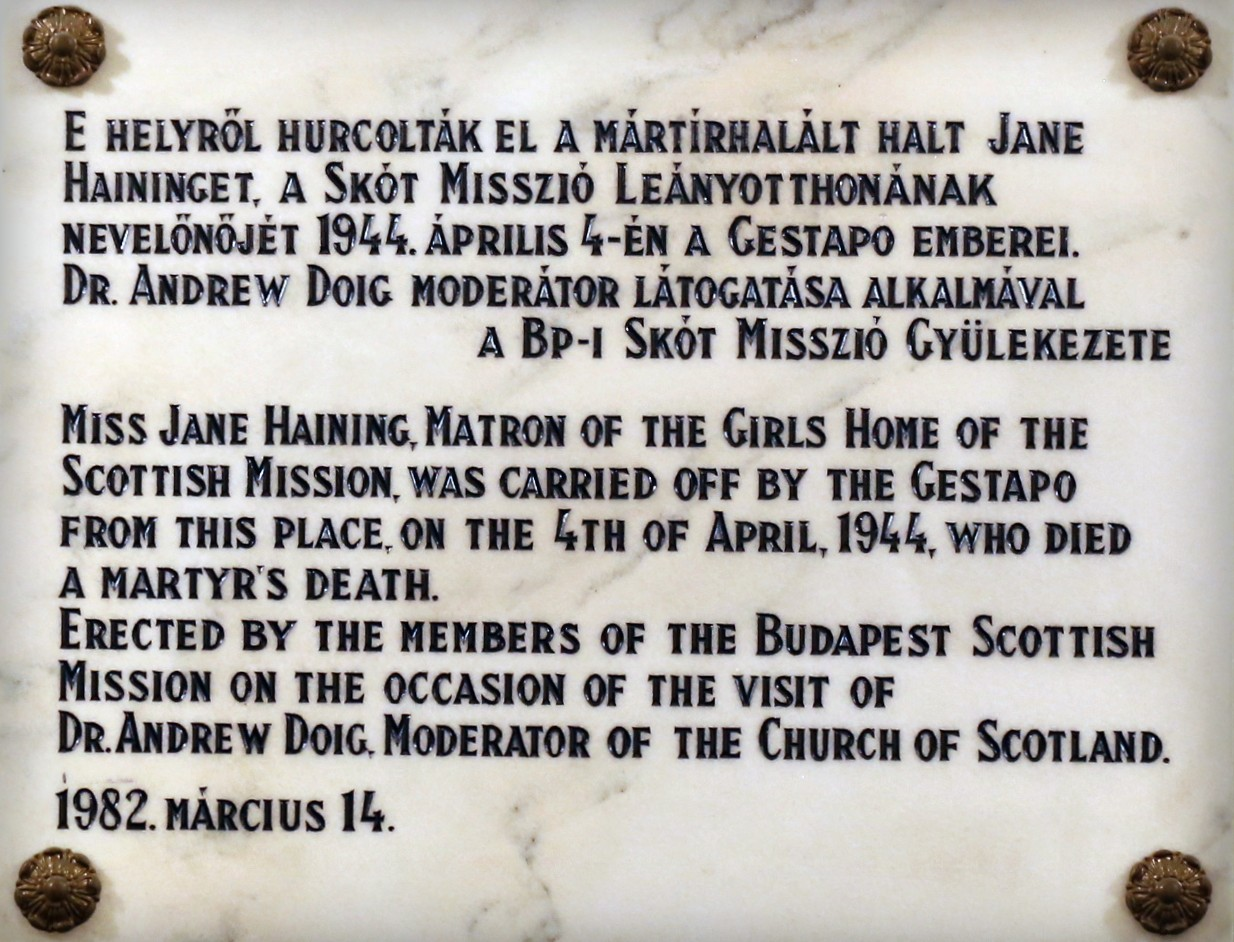
布達佩斯蘇格蘭傳道會的牌匾
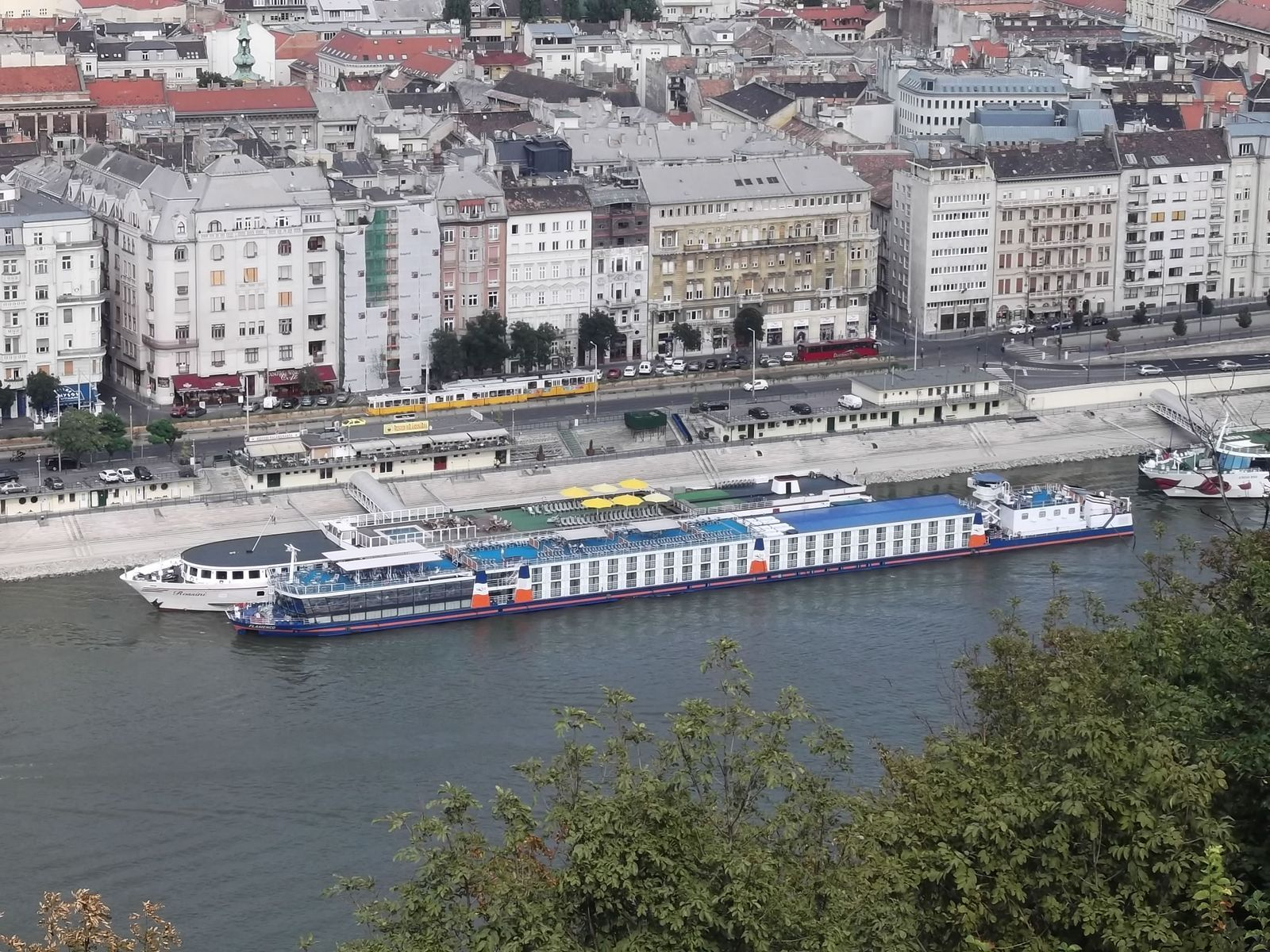
在縱貫布達佩斯的多瑙河河岸，一個以“簡·海寧”命名的河港碼頭
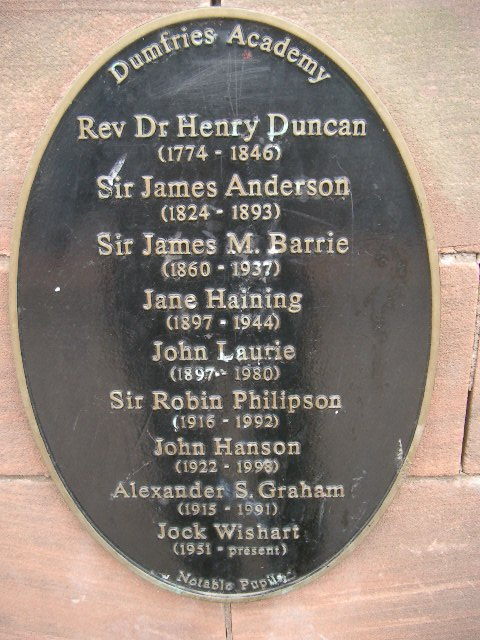
頓弗里斯學院（英语：Dumfries Academy）的牌匾
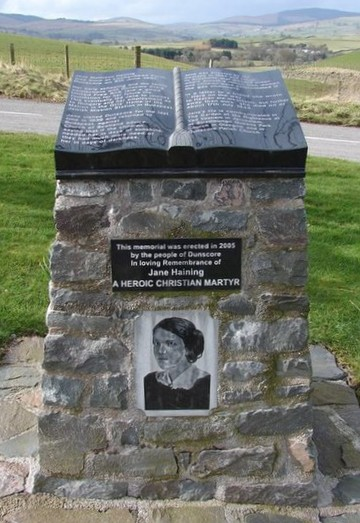
2005年海寧故鄉敦斯格爾設立的紀念碑

## 視頻鏈接
- Jane Haining: The Scot who died in Auschwitz（BBC）
- With love, Jane（匈牙利語/英語字幕）